# Карапет Ділургян
Карапет (Гарабет, Тер-Карапет) Дерлугян (Ділургян) (нар. 1861) — священик Вірменської католицької церкви, вікарій апостольського адміністратора для вірменокатоликів у СРСР.

## Біографія
Народився у 1861 році. Виходець з роду Дерлугян (Дерлуг'ян), який жив у Артвінському регіоні. Навчався у вірменській школі ордена мхітаристів у Венеції, потім повернувся в Артвін, де грав велику роль у житті вірмено-католицької громади. Організував вихід вірмен із Артвіна після захоплення турками. З 1916 року проводив служби для вірмено-католиків у Москві, пізніше перебував у Краснодарі. 
З 1931 року був наступником апостольського вікарія адміністратора для вірмено-католиків СРСР отця Діонісія Калатазова, померлого від хвороби. Карапет Дерлугян намагався у всьому виконувати вимоги радянських законів; в 1934 безрезультатно добивався у ЦВК Вірменії згоди хоча б на тимчасові напрямки священиків-вірмен для відправлення релігійних потреб у Ленінакані і Степанавані. 
У червні 1936 року заарештований у Краснодарі і після трьох місяців слідства у жовтні того ж року засуджений (у віці 75 років) до трьох років заслання в населений пункт Лоїно, в болотисту і нездорову місцевість у Кіровському краї, на північний схід від Кірова. Після звільнення деякий час продовжував таємно служити в невеликих містечках і селах півдня Краснодарського краю, потім змушений податися в Очамчиру в Абхазії. 
Дата смерті невідома (після 1940 року).

## Джерело
- Католическая энциклопедия. — Москва : Изд-во францисканцев, 2005. — Т. 2: И—Л. — С. 1337. — ISBN 5-89208-054-4. (рос.)